# Princes Street Gardens

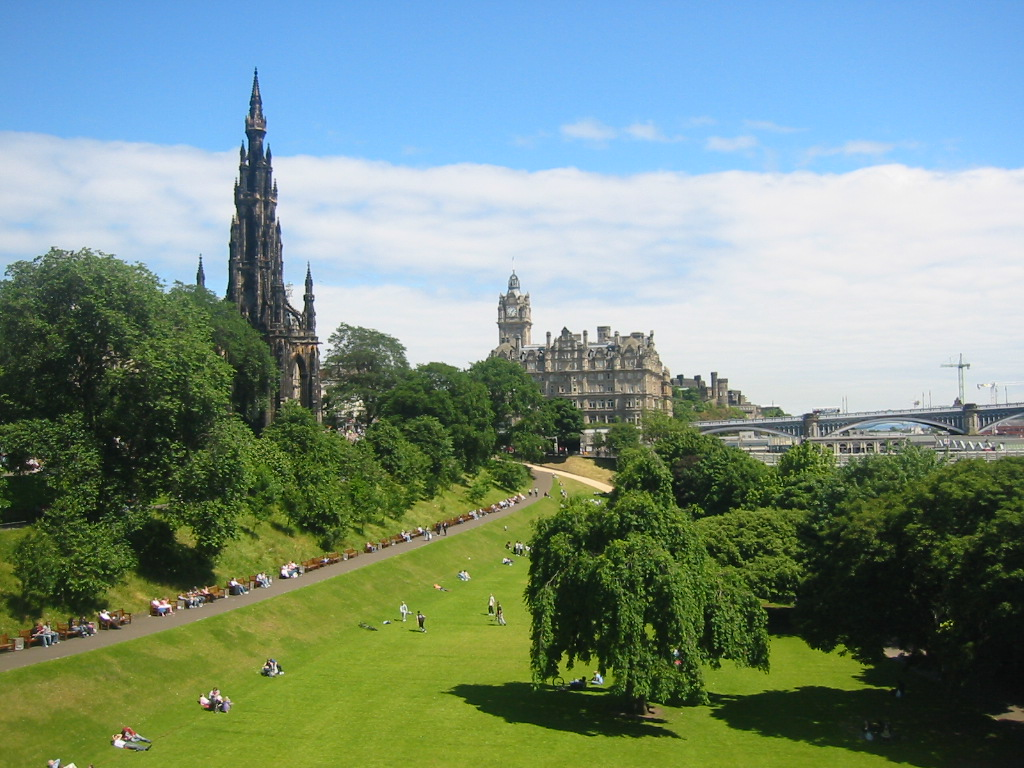
Partie Est des Jardins, on peut voir de gauche à droite le Scott Monument, le Balmoral Hotel et la gare de Waverley, derrière laquelle se trouve le North Bridge.

Princes Street Gardens est un parc public du centre d'Édimbourg (Écosse), situé Princes Street, aux pieds du château d'Édimbourg. Les jardins ont été créés dans les années 1820, après la fondation de la New Town et le recouvrement de l'ancien lit du Nor Loch, un lac situé dans le centre d'Édimbourg qui était hautement contaminé après des années de rejets d'eaux résiduelles provenant de l'Old Town.

## Description
Les jardins se distribuent tout au long de la partie sud de Princes Street et sont encadrés par The Mound, une colline artificielle bâtie pour relier la New Town à la vieille ville d'Édimbourg. La partie est du parc occupe depuis The Mound jusqu'à Waverley Bridge, une superficie de 3,4 hectares. Les West Princes Street Gardens sont plus étendus, occupant quelque 12 hectares, et s'étendent jusqu'aux églises de St John's et St Cuthbert's, proches de Lothian Street.
Princes Street Gardens sont très fréquentés par les habitants et participent à la vie sociale de la ville, servant de point de réunion, de rencontres et de divertissement. De plus il y a fréquemment des concerts de musique, se tenant souvent près du kiosque de Ross.

## Monuments

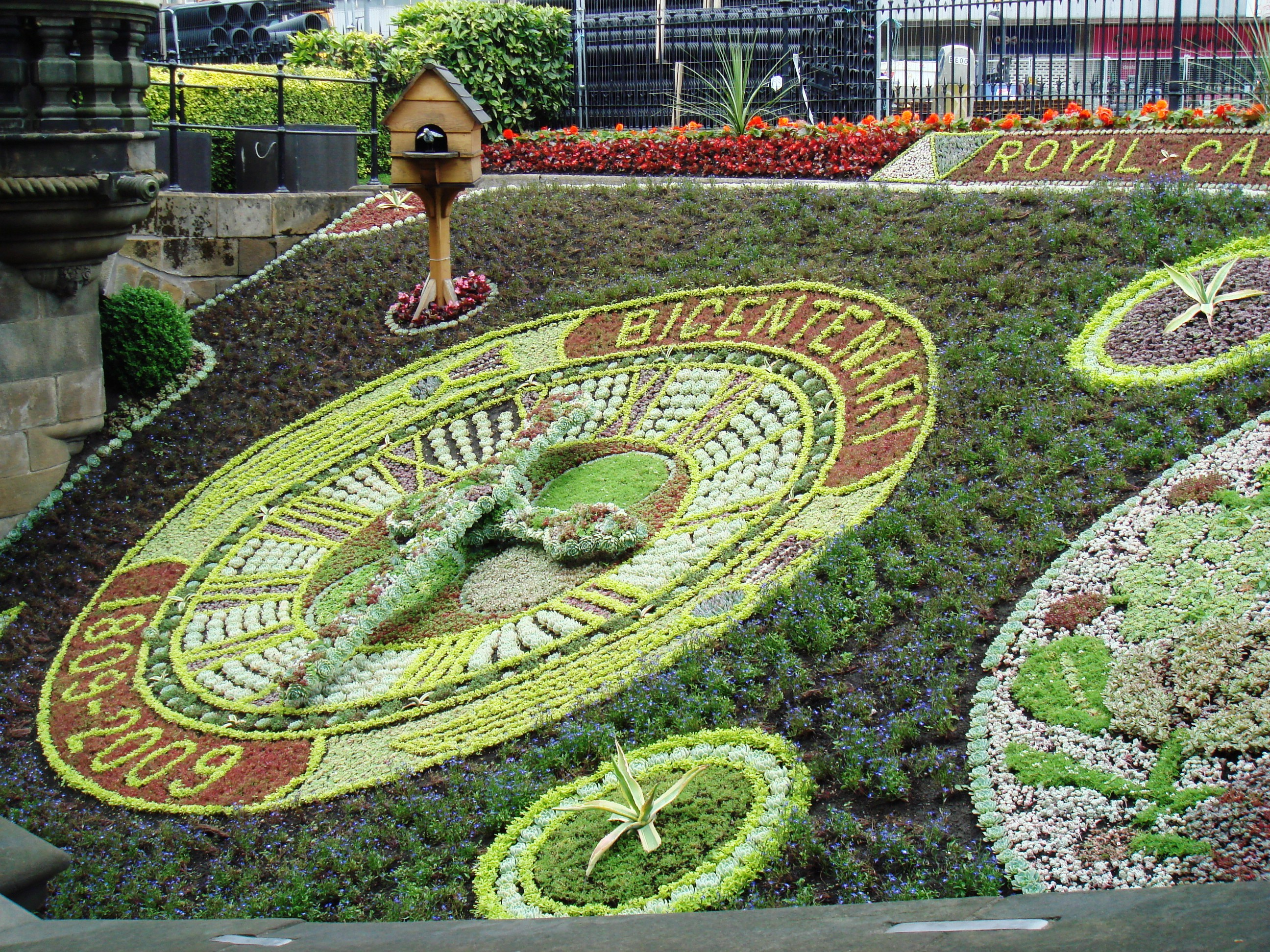
Montre florale sur Princes Street Gardens

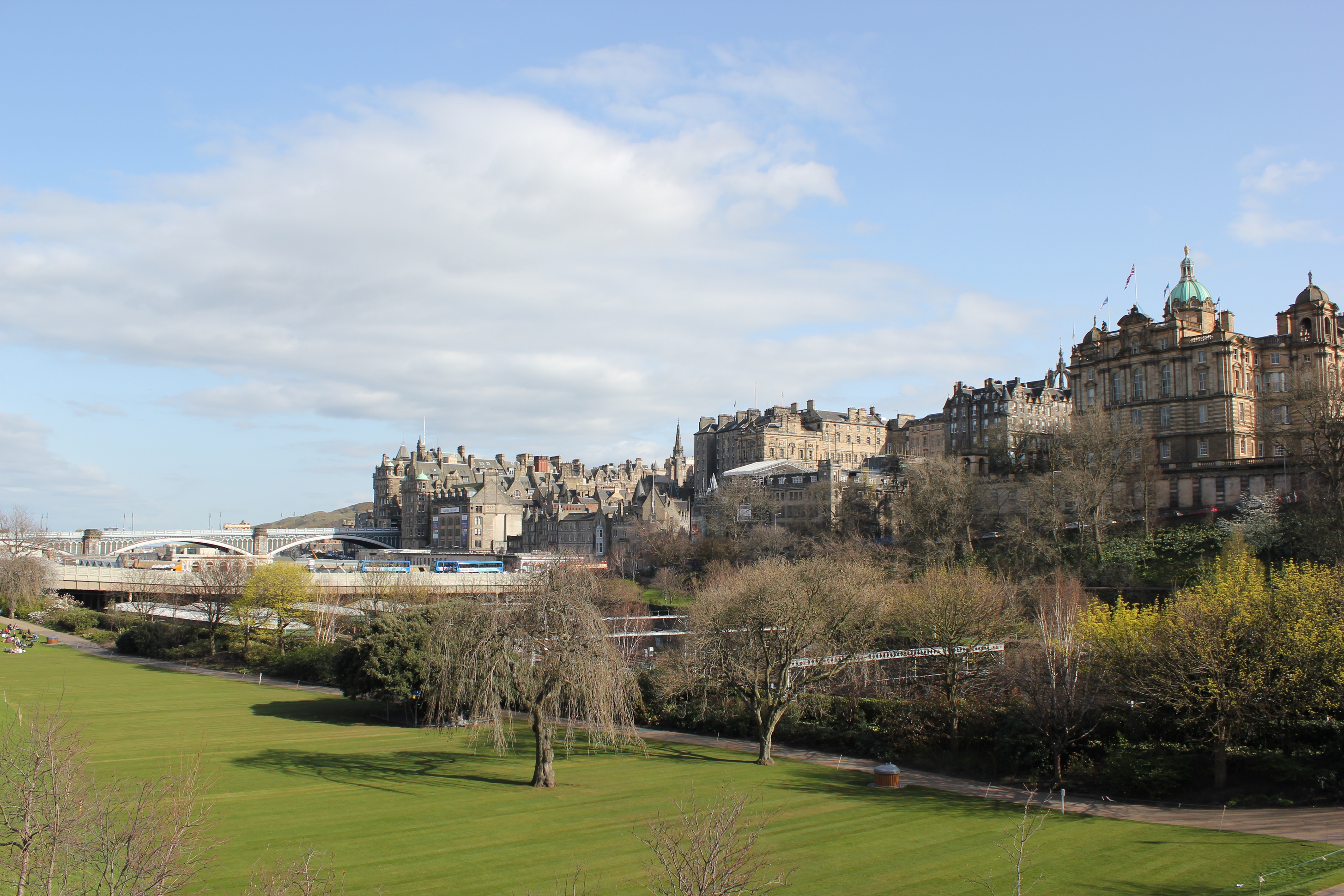
Princes Street Gardens avec à droite la vue vers Old Town.

Les jardins sont décorés avec beaucoup de statues et de monuments. Le plus connu est le Scott Monument, bâti en 1844 en honneur de l'écrivain Walter Scott. On y trouve aussi des statues consacrées à David Livingstone, à l'éditeur Adam Black et au professeur John Wilson. Dans la zone ouest il y a des statues érigées en l'honneur d'Allan Ramsay, Thomas Guthrie et James Young Simpson, ainsi que d'autres monuments, comme la fontaine Ross et le kiosque de musique, le Mémorial écossais de la Guerre Américaine et une montre florale.

## Winter Wonderland
Chaque année, au moment des fêtes de Noël, les Princes Street Gardens se transforment en Winter Wonderland (quelque chose comme "le pays des merveilles d'hiver ou de Noël"). À cette occasion le parc se transforme, abritant de nombreuses attractions de foire ainsi qu'un marché de Noël très prisé. Les attractions les plus connues sont la piste de patinage et la roue de 33 mètres, aussi appelée 'The Edinburgh Eye'. Pendant cette époque de nombreuses œuvres théâtrales typiques sont représentées.